# Renato Casaro
Renato Casaro, né le 26 octobre 1935 à Trévise (Vénétie), est un illustrateur italien, connu pour ses affiches de cinéma ainsi que pour ses peintures et ses impressions d'art.
Il est considéré comme l'un des affichistes de cinéma les plus importants, les plus influents et les plus novateurs d'Italie,. Il a créé, tout au long de sa longue carrière, des milliers d'œuvres consacrées au septième art, devenant également très populaire à l'étranger. Il est parfois surnommé « le Michel-Ange des affichistes ».

## Biographie
Il a commencé sa carrière artistique à l'âge de 17 ans, au cinéma Garibaldi de Trévise, où il réalisait des affiches gratuites pour les films projetés en échange d'une entrée au cinéma. Au départ, il reproduit et s'inspire d'autres illustrateurs de l'époque.
En 1953, à l'âge de 18 ans, il s'installe à Rome où il travaille pendant un an comme bénévole au Studio Favalli et, seulement deux ans plus tard, il ouvre son premier studio privé à Cinecittà, devenant ainsi le plus jeune affichiste peintre d'Italie. Sa première commande est pour l'affice allemande du film Les Yeux bleus (de) (1955) de Gustav Ucicky.
Il a signé ses premières illustrations de film sous le nom de « C. Renè », puis est passé à la signature « R. Casaro ».
En 1965, il connaît son premier succès international grâce aux affiches distribuées dans le monde entier pour le film La Bible, produit par Dino De Laurentiis, faisant apparaître pour la première fois ses affiches sur Sunset Boulevard à Hollywood.
Dans les années qui suivent, il travaille avec les grands noms du cinéma tels que Claude Lelouch, Francis Ford Coppola, Wolfgang Petersen, Bernardo Bertolucci, Luc Besson, Franco Zeffirelli, Rainer Werner Fassbinder et dans les grandes sociétés de production de Los Angeles et de New York.
En particulier, sa collaboration avec Sergio Leone reste un jalon de sa carrière. Il a créé pour ce dernier presque toutes les affiches de ses films. Particulièrement célèbres en Italie sont ceux liés au genre du western spaghetti, devenus aujourd'hui des films cultes, de Pour une poignée de dollars à Il était une fois en Amérique, en passant par de nombreux films du duo Bud Spencer et Terence Hill.
En 2019, Casaro est sollicité par le réalisateur Quentin Tarantino pour réaliser des « affiches de western à l'ancienne » (Uccidimi subito Ringo, disse il Gringo alias Kill Me Now Ringo, Said The Gringo et Nebraska Jim) pour des films italiens mettant en scène Rick Dalton, le personnage que Leonardo DiCaprio incarne dans Once Upon a Time… in Hollywood.
Au fil des ans, il a également supervisé la création d'un certain nombre d'affiches, également consacrées au cinéma, par son fils Claudio. Ces derniers se distinguent en étant signés de l'inscription triangulaire « Casaro C. » ou plus simplement « Claudio Casaro ».

## Style
Renato Casaro a cultivé une passion pour le dessin dès son plus jeune âge, mais l'absence de formation et de cours dédié l'a d'abord rendu autodidacte. Ses artistes de référence sont les autres affichistes de l'époque, notamment Norman Rockwell et Angelo Cesselon (it), dont il tente de reproduire les œuvres afin de s'exercer et de comprendre leur processus et leurs techniques de production. Ses illustrations sont principalement réalisées à l'aide de pinceaux et d'aérographes.
Les médias habituellement utilisés varient selon les pays. Les formats de papier les plus utilisés sont les feuilles A0 et A1, mais des affiches de 70x100 cm, 100x140 cm et 140x198 cm ont souvent été réalisées pour le cinéma italien. Pour le cinéma américain, le format le plus couramment utilisé est le 30x40 pouces (75x105 cm).

## Filmographie

### Affiches françaises
- 1930 : L'Ange bleu (Der blaue Engel) de Josef von Sternberg (affiche de ressortie)
- 1973 : Mon nom est Personne (Il mio nome è Nessuno) de Tonino Valerii
- 1979 : Le Continent des hommes-poissons (L'isola degli uomini pesce) de Sergio Martino
- 1982 : Rambo de Ted Kotcheff
- 1983 : Les Aventures de Miss Catastrophe (Bonnie e Clyde all'italiana) de Steno
- 1983 : Le Marginal de Jacques Deray
- 1984 : Les Morfalous d'Henri Verneuil
- 1984 : Le Passeur (Río abajo) de José Luis Borau
- 1985 : La Chair et le Sang (Flesh and Blood) de Paul Verhoeven
- 1985 : Rambo 2 : La Mission (Rambo: First Blood Part II) de George Pan Cosmatos
- 1985 : Atomic Cyborg (Vendetta dal futuro) de Sergio Martino
- 1987 : Chronique d'une mort annoncée (Cronaca di una morte annunciata) de Francesco Rosi
- 1987 : Cherry 2000 de Steve De Jarnatt
- 1988 : Rambo 3 de Peter MacDonald
- 1990 : Rickshaw (American risciò) de Sergio Martino
- 1991 : Lucky Luke de Terence Hill